# 12603 Tanchunghee
A 12603 Tanchunghee (ideiglenes jelöléssel 1999 RF184) a Naprendszer kisbolygóövében található aszteroida. A LINEAR projekt keretében fedezték fel 1999. szeptember 9-én.